# David Binder (jurnalist)
David Binder (n. 22 februarie 1931, Londra, Anglia, Regatul Unit – d. 30 iunie 2019, Evanston, Illinois, SUA) a fost un jurnalist, publicist și lector universitar american născut în Marea Britanie. El a locuit în Evanston, Illinois, după ce și-a petrecut cea mai mare parte a vieții sale în Washington, DC, Germania și Serbia.

## Copilăria și educația
Binder s-a născut pe 22 februarie 1931 la Londra (Anglia), împreună cu sora sa geamănă Deborah, din părinții americani Abner Carroll Binder, jurnalist american cunoscut în calitate de corespondent de presă și redactor la Chicago Daily News și Minneapolis Tribune, și Dorothy (Walton) Binder. El și sora sa geamănă au avut alți doi frați.
Binder a fost apropiat de frații săi, sora sa geamănă Debbie, sora sa mai mare Mary „Sis” Kelsey și fratele său mai mare Carroll Jr., care a fost ulterior ucis în luptele din Franța din cursul celui de-al Doilea Război Mondial. Moartea prematură a fratelui său - care constituie subiectul cărții One Crowded Hour: The Saga of An American Boy al lui Jenane (Patterson) Binder - a fost sursa unei stări profunde de durere a familiei sale și a determinat în cele din urmă înscrierea sa, la vârsta de 13 ani, la o școală internat îndepărtată din Pennsylvania.
Carroll Binder Nieman Fellowship de la Universitatea Harvard este numit după tatăl lui Binder, absolvent al universității în 1916, și după fratele lui Binder, absolvent, de asemenea, al universității în 1943, și face parte din programul Nieman Fellowship al Harvard, care „permite [unui] grup de jurnaliști împliniți - jumătate american, jumătate internațional - să vină la Harvard pentru un an de studiu în domeniile alese de ei.”
Binder a crescut în Highland Park, Illinois, o suburbie din nordul metropolei Chicago, până la vârsta de 13 ani, când a plecat de acasă pentru a învăța la George School, o școală-internat a quakerilor din Pennsylvania. Urmând traseul academic pe care au mers anterior tatăl său și fratele său mai mare, el a absolvit Universitatea Harvard în 1953 și a mers apoi la Universitatea din Köln pentru studii postuniversitare în calitate de bursier Fulbright. A lucrat ca profesor asistent de literatura americană la Seminarul Global de la Salzburg din Austria în vara anului 1953.

## Viața personală
Binder s-a căsătorit cu dr. Helga Binder, n. Wagner, un medic german pe care a cunoscut-o în Berlinul de Est în timpul stagiului său în Germania și care a ajuns medic pediatru la Centrul Medical Național pentru Copii din Washington, D.C. Cei doi au avut trei fiice și numeroși nepoți.
După ce s-au pensionat, soții Binder s-au mutat din Chevy Chase, Maryland în Evanston, Illinois pentru a fi aproape de fiica lor cea mai mică (dr. Alena Binder) și de familia ei și de casa lui din copilărie din Highland Park, Illinois, unde se află un monument memorial în cinstea fratelui său, veteran al celui de-al Doilea Război Mondiali.

## Carieră

### Primii ani ca jurnalist
Binder și-a început cariera de jurnalist ca reporter și redactor pentru Carbondale Free Press-Southern-Illinoisan (1951), Louisville Times (1954–1956), Institute of Current World Affairs din Germania (1957–1959), Daily Mail din Londra (1959–1960) și Minneapolis Tribune (1960–1961). El a mai contribuit și la alte publicații, printre care The Reporter, The Nation, The New Republic, Foreign Policy (publicată la Washington), <i>Politika</i> (cotidian publicat la Belgrad), Vreme (săptămânal publicat la Belgrad), Weltwoche (un săptămânal elvețian publicat la Zürich), der Spiegel (un săptămânal german publicat la Hamburg), Stern (o revistă germană publicată la Hamburg), Neues Deutschland (cotidian publicat la Berlin), Blätter für deutsche und internationale Politik (publicat la Bonn) și The Wilson Quarterly (publicat la Washington). În 1970 el a fost ales președinte al Verein der Ausländischen Presse (Asociația Presei Străine) din Germania.

### Anii laNew York Times
Binder a lucrat ca jurnalist la New York Times din 1961 până în 2004, realizând reportaje cu privire la Europa de Est și de Vest, Uniunea Sovietică, Statele Unite ale Americii, Cuba și Puerto Rico. El a îndeplinit funcția de corespondent extern în 1961 la Berlin, unde a scris un reportaj cu privire la construirea zidului Berlinului. A locuit la Belgrad din 1963 până în 1966, la Bonn și mai târziu la Berlin din 1967 până în 1973. În această din urmă perioadă, el a transmis corespondențe despre apropierea treptată între Germania de Est și de Vest și despre Primăvara de la Praga din 1968. Apoi s-a transferat la biroul ziarului din Washington, D.C. pe post de corespondent diplomatic, ocupând mai târziu funcția de redactor de știri al biroului și apoi, din nou, pe cea de reporter.
Binder a servit în mai multe rânduri pe post de corespondent special al ziarului New York Times, transmițând corespondențe, printre altele, despre declinul Blocului sovietic în 1987, căderea Zidului Berlinului în 1989, destrămarea Pactului de la Varșovia și sfârșitul regimurilor comuniste din Republica Democrată Germană, România, Albania și Iugoslavia în 1990–1992. În anii 1990 el a călătorit de mai multe ori în Balcani pentru a transmite corespondențe cu privire la războaiele care au dus la destrămarea Iugoslaviei (1990–1995) și la regimurile postcomuniste din Bulgaria și România. El a mai transmis o corespondență despre unificarea Germaniei de Vest cu Germania de Est. În anii 2000 și 2001 s-a întors în Balcani pentru a realiza reportaje pentru MSNBC despre traficul de carne vie și contrabanda de droguri din regiune.
La începutul carierei sale, el a lucrat o scurtă perioadă ca reporter științific la New York Times, iar apoi a revenit în acest post după mai mult de trei decenii pentru a publica articole despre biologia faunei sălbatice. În total, Binder a publicat peste 2.400 de articole, cărți, recenzii de cărți și comentarii înainte de a se pensiona de la New York Times în 2004. El a publicat texte originale în engleză și germană și cunoștea limbile sârbocroată, greacă și franceză.
În timpul activității sale la New York Times, Binder a publicat, de asemenea, o serie de articole despre familia sa, inclusiv un articol despre stângăcia bărbaților din familia sa și un alt articol despre expediția sa rutieră cu fiica sa cea mai mică.
Articolul „David Binder, 88, Dies; Chronicled the Cold War and Its Aftermath”, publicat la 1 iulie 2019 în ew York Times de Robert D. McFadden despre cariera lui Binder, menționa că Binder a fost „[un] jurnalist neobosit și neliniștit [care] a prezentat construcția Zidului Berlinului în 1961 și distrugerea lui în 1989 - realizând multe sute de reportaje despre tensiunile dintre Est și Vest și despre viața în cadrul regimurilor comuniste din Germania de Est, Polonia, Cehoslovacia, Ungaria, România, Bulgaria și Iugoslavia”.

### Anii de după New York Times
După pensionarea sa de la New York Times, Binder a continuat să publice în ziar necroloage detaliate ale unor personalități politice sau culturale precum Egon Bahr, John Keegan, Rauf Denktash, Christa Wolf, Judith Coplon, Werner Eberlein, Spike Milligan, Hildegard Knef, Stefan Heym, Budd Boetticher și Ruth Werner. Binder a fost unul dintre autorii necrologului din New York Times al lui Zbigniew Brzezinski, consilier pentru securitate națională al administrației Jimmy Carter, care a murit pe 26 mai 2017.
Binder a ținut prelegeri la Universitatea Columbia („A Correspondent Reflects on Serbia 1963 - 1990”), Centrul Wilson („Combating Organized Crime in the Balkans”),  Muzeul Smerican Sârb „Sf. Sava” și Indiana University și a publicat articole în diferite ziare.

### Apariții la televiziune
Binder a apărut, de asemenea, la mai multe emisiuni de știri de la televiziune, printre care „Insight - The Macedonia Flashpoint” de la CNN, „Kosovo Liberation Army” de la C-SPAN, „Situation in Kosovo” de la C-SPAN, „Bosnia: How Did We Get There?” de la C-SPAN, „U.S. Policy in the Balkans” de la C-SPAN și „Are the Western Media Combatants in Bosnia?” de la C-SPAN.

### Alte publicații și cărți
În 1989 Binder a fost numit membru în Consiliul editorial consultativ al noii reviste Mediterranean Quarterly. În primul său număr, el a publicat un articol intitulat „The End of the Bloc”, în care afirma că imperiul est-european al Uniunii Sovietice „se prăbușea sub ochii noștri”.
În noiembrie 2013 i-a apărut cartea Fare Well Illyria, care a fost publicată de Central European University Press. Site-ul Amazon.com a descris cartea drept „[o] relatare cuprinzătoare, dar concisă a situației politice și culturale din Balcani în ultimele trei decenii ale Războiului Rece (1960-1990). Fare Well, Illyria rezumă cunoștințele aprofundate ale autorului despre istoria politică și culturală a Balcanilor, precum și experiența personală acumulată pe parcursul a patru decenii în această regiunea”.

### Pădurea Nordică din Wisconsin
Începând din 1931, Binder și-a petrecut fiecare vară a primilor săi ani de viață, împreună cu părinții și frații săi, la cabana familiei sale de pe malul Black Oak Lake din Land O' Lakes, Wisconsin, unde a dezvoltat o dragoste pentru viața sălbatică, pentru oamenii și culturile locale din Pădurea Nordică a statului Wisconsin, Marile Lacuri, Peninsula Superioară a lacului Michigan și pescuitul la muscă. El și familia sa au continuat să petreacă câteva săptămâni în fiecare vară la cabana familiei, pe care el o considera căminul său spiritual.
El a scris pe larg despre Northwoods și Upper Peninsula Michigan în articole publicate de New York Times. Articolele sale au ca subiect specii invazive din zona Marilor Lacuri, urșii sălbatici din Pădurea Națională Hiawatha din Michigan, elanii din Peninsula Superioară a lacului Michigan, sturionii din apele Marilor Lacuri, indienii Chippewa din Vilas County, Wisconsin, „Yoopers” din Peninsula Superioară a lacului Michigan, păsările native din Pădurea Națională Hiawatha și o odă adusă zonei Land O' Lakes, Wisconsin, în care mai multe generații ale familiei sale și-au petrecut concediile de vară pe parcursul a aproape o sută de ani.

### Arhiva și colecția permanentă
Colecția lui Binder de note personale, rapoarte, cărți, articole, fotografii și alte lucrări din activitatea sa de peste 60 de ani ca jurnalist va fi păstrată și pusă la dispoziția publicului la Biblioteca Newberry din Chicago, „o bibliotecă de cercetare independentă dedicată promovării și diseminarea cunoștințelor, în special în domeniul științelor umaniste”. Biblioteca Newberry păstrează, de asemenea, corespondența, scrierile, materiale personale și de familie și fotografii ale tatălui său. Cele 2.415 articole ale lui David Binder din New York Times au fost, de asemenea, arhivate și sunt accesibile prin intermediul New York Times' Collection of David Binder.

## Lista publicațiilor

### Cărți
- Berlin: East and West in Pictures, 1963 ISBN: 978-0806910185
- The Other German: Willy Brandt's Life and Times, 1976 ISBN: 978-0915220090
- Children of a New Fatherland. Germany's Post-War Right-Wing Politics (Introduction), 1999 ISBN: 978-1860644580
- Cuvânt înainte la Media Cleansing, Dirty Reporting: Journalism and Tragedy in Yugoslavia, 2005 ISBN: 978-1882383306
- Fare Well Illyria, 2013 ISBN: 978-6155225741

### Articole (selecție)
- „An Editorial on the history of terrorism”, în Mediterranean Quarterly, vol. 12, nr. 4, toamna 2001, pp. v-viii[42]
- „General Draža Mihailovich - Unsung World War Two Hero”[24]
- „Serbian Icons from Bosnia-Herzegovina: Sixteenth to Eighteenth Century (review)”, în Mediterranean Quarterly, vol. 12, nr. 4, toamna 2001, pp. 124–128[43]
- „A Balkan Balance Sheet”, în Mediterranean Quarterly, vol. 11, nr. 1, iarna 2000, pp. 49–50[44]
- „Vlachs, A Peaceful Balkan People”, în Mediterranean Quarterly, vol. 15, nr. 4, toamna 2004, pp. 115–124[45]
- „Has 'Greater' Vanished from the Balkan Vocabulary? Fragmentation and Cohesion in Southeastern Europe”, în Mediterranean Quarterly, vol. 20, nr. 3, primăvara 2009, pp. 40–50[46]
- „The Time of Epithets”, în Mediterranean Quarterly, vol. 19, nr. 4, toamna 2008, pp. 81–90[47]
- „Approaching Albania”, în Mediterranean Quarterly, vol. 19, nr. 1, iarna 2008, pp. 63–79[48]
- „The Euro-Atlantic Brand”, în Mediterranean Quarterly, vol. 21, nr. 2, primăvara 2010, pp. 12–17[49]
- „The Waldheim Affair: Democracy Subverted (review)”, în Mediterranean Quarterly, vol. 13, nr. 1, iarna 2002, pp. 109–113[50]
- „Greece, Turkey, and NATO”, în Mediterranean Quarterly, vol. 23, nr. 2, primăvara 2012, pp. 95–106[51]
- „Dangerous Citizens: The Greek Left and the Terror of the State (review)”, în Mediterranean Quarterly, vol. 22, nr. 1, iarna 2011, pp. 117–120[52]
- „Carla Del Ponte: Madame Prosecutor”, în Serbian Studies: Journal of the North American Society for Serbian Studies, vol. 21, nr. 1, 2007, pp. 135–142[53]
- „A Tribute to Nikolaos A. Stavrou 1935–2011”, în Mediterranean Quarterly, vol. 23, nr. 1, iarna 2012, pp. 1–4, împreună cu Lucien N. Nedzi, Matthew Nimetz și Despina Skenderis-Fourniades[54]
- „In the Middle of the Road” on the modern history of Serbia on April 12, 2008 [55]
- „Beyond the pale : perspectives from the two Serbias”, în Mediterranean Quarterly, vol. 6, nr. 2, primăvara 1996, pp. 87–94[56]
- „The Cowards of Kosovo”, 27 mai 2004[57]

## Legături externe
- David Binder Papers Arhivat în 22 octombrie 2015, la Wayback Machine. at the Newberry Library